# Эннис-Лондон, Деллорин
Деллорин Альверна Эннис-Лондон (англ. Delloreen Alverna Ennis-London; род. 5 марта 1975, Сент-Кэтрин, Мидлсекс) — ямайская легкоатлетка, специалистка по барьерному бегу. Выступала за сборную Ямайки по лёгкой атлетике в 1992—2013 годах, серебряная и дважды бронзовая призёрка чемпионатов мира, обладательница бронзовой медали Игр Содружества, победительница Панамериканских игр, чемпионка Центральной Америки и Карибского бассейна, многократная победительница первенств национального значения, участница трёх летних Олимпийских игр.

## Биография
Деллорин Эннис-Лондон родилась 5 марта 1975 года в поселении Макка-Три округа Сент-Кэтрин, Ямайка. Занималась лёгкой атлетикой под руководством Рэма Корчемного.
Первого серьёзного успеха добилась в сезоне 1992 года, когда вошла в состав ямайской сборной и выступила на CARIFTA Games в Нассау, где в молодёжном зачёте бега на 100 метров с барьерами превзошла всех соперниц и завоевала золотую награду. Позднее стартовала в той же дисциплине на юниорском мировом первенстве в Сеуле, дошла до стадии полуфиналов.
В 1994 году одержала победу среди юниорок на CARIFTA Games в Бриджтауне, выиграла серебряную медаль на юниорском первенстве Центральной Америки и Карибского бассейна в Порт-оф-Спейн.
В 1999 году заняла седьмое место на чемпионате мира в Севилье.
Благодаря череде успешных выступлений в 2000 году удостоилась права защищать честь страны на летних Олимпийских играх в Сиднее — в финале бега на 100 метров с барьерами финишировала четвёртой. Также в этом сезоне стала бронзовой призёркой на Финале Гран-при IAAF в Дохе.
В 2003 году выиграла центральноамериканский и карибский чемпионат в Сент-Джорджесе.
В 2004 году дошла до полуфиналов на чемпионате мира в помещении в Будапеште и на Олимпийских играх в Афинах, стала шестой на Всемирном легкоатлетическом финале в Монако.
В 2005 году получила серебро на чемпионате мира в Хельсинки, взяла бронзу на Всемирном легкоатлетическом финале в Монако.
В 2006 году стала бронзовой призёркой на Играх Содружества в Мельбурне.
В 2007 году одержала победу на Панамериканских играх в Рио-де-Жанейро, с личным рекордом 12,50 выиграла бронзовую медаль на чемпионате мира в Осаке, была третьей на Всемирном легкоатлетическом финале в Штутгарте.
На Олимпийских играх 2008 года в Пекине стала пятой, на Всемирном легкоатлетическом финале в Штутгарте — второй.
В 2009 году в беге на 100 метров с барьерами завоевала бронзовые награды на чемпионате мира в Берлине и на Всемирном легкоатлетическом финале в Салониках.
Завершила спортивную карьеру по окончании сезона 2013 года.